# Subaru-teleskopet
Subaru-teleskopet (す ば る 望遠鏡 Subaru Bōenkyō) är ett spegelteleskop med en diameter på 8,2 meter, som sköts av organisationen "National Astronomical Observatory of Japan". Teleskopet ligger vid Mauna Kea-observatoriet på Hawaii. Det är uppkallat efter stjärnklustret som är känt som Plejaderna. Teleskopet hade den största monolitiska primära spegeln i världen från att det blev färdigbyggt år 1998 till år 2005.

Subaru Telescope